# La Ligue des gentlemen extraordinaires
Pour l’adaptation de la bande dessinée au cinéma, voir La Ligue des gentlemen extraordinaires.
Pour les articles homonymes, voir The League of Extraordinary Gentlemen.
La Ligue des gentlemen extraordinaires (The League of Extraordinary Gentlemen ou LoEG dans la version originale) est une série de comics britannique scénarisée par Alan Moore et dessinée par Kevin O’Neill. Originellement publiée sous le label America's Best Comics de Wildstorm, une division de DC Comics, elle est ensuite confiée par Moore à Top Shelf (États-Unis) et Knockabout (en) (Royaume-Uni). Relevant du genre steampunk, elle réunit un certain nombre de personnages de la littérature populaire du XIXe siècle. Le succès de cette série a plus tard conduit les auteurs à étendre son univers, de façon à y intégrer des personnages et éléments issus d’œuvres de fiction de différentes époques.

## Synopsis
La bande dessinée reprend avec humour le principe d'un roman-feuilleton dont le style très conventionnel contraste avec ses personnages particulièrement sombres. En vue de défendre l'Angleterre contre les menaces les plus extraordinaires, un agent secret appelé Campion Bond, agissant pour le compte d'un mystérieux « M », charge Miss Wilhelmina Murray (Mina Harker dans Dracula de Bram Stoker) de diriger une équipe dont les membres sont dotés de talents spéciaux : 
- Allan Quatermain (personnage de fiction créé par Henry Rider Haggard) ;
- le capitaine Nemo issu du  roman de Jules Verne, Vingt mille lieues sous les mers ;
- le docteur Henry Jekyll et son alter ego Mr Hyde, d’après Robert Louis Stevenson ;
- Hawley Griffin, c'est-à-dire L'Homme invisible de H. G. Wells. Alors que le prénom du personnage n'est pas mentionné dans l’œuvre de Wells, Alan Moore lui donne le prénom du meurtrier Hawley Harvey Crippen.

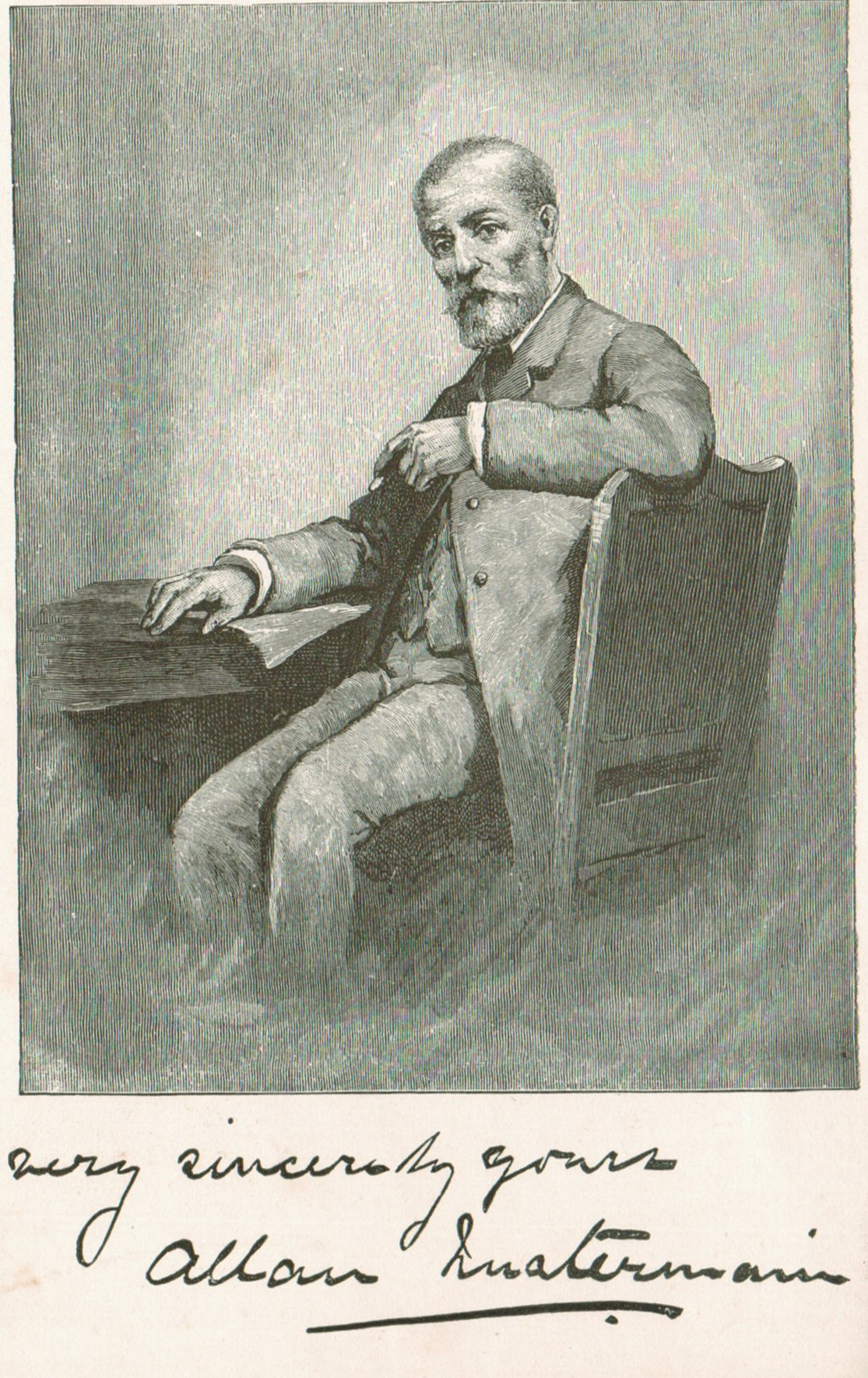
Allan Quatermain.
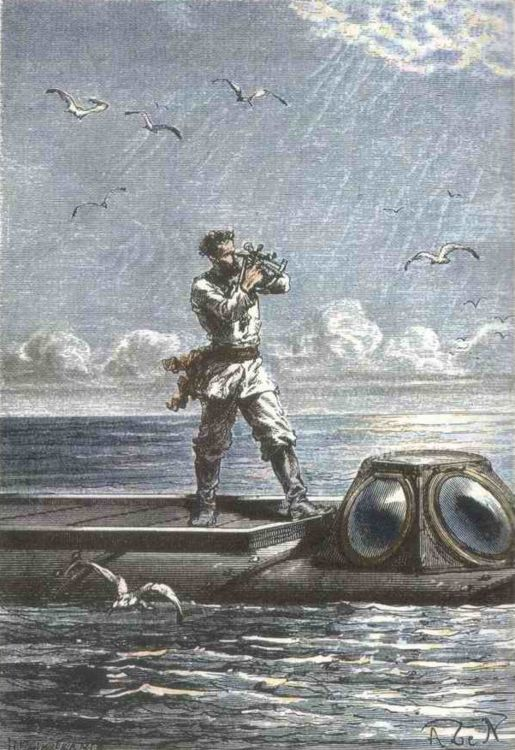
Le capitaine Nemo juché sur le Nautilus.
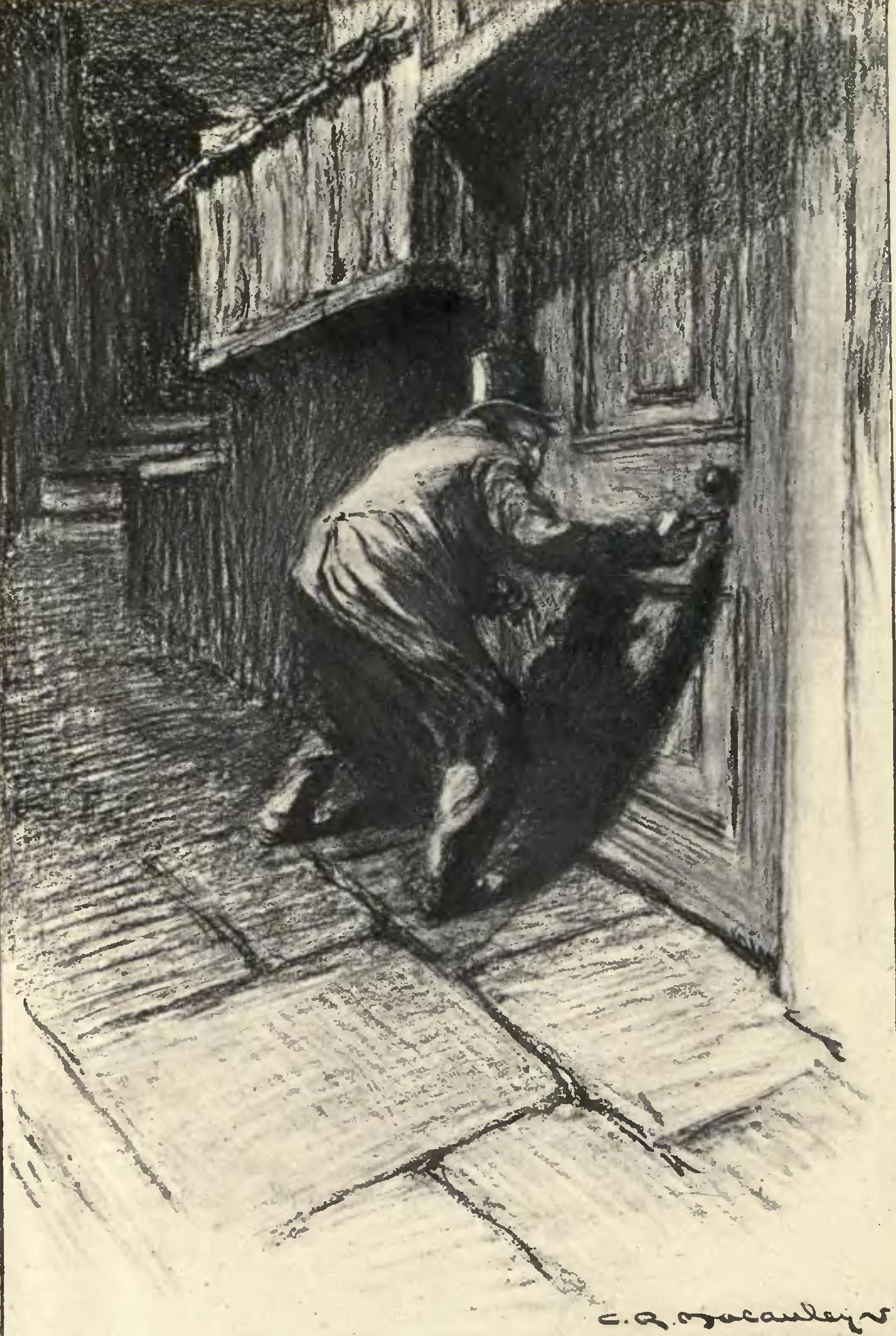
Mister Hyde.
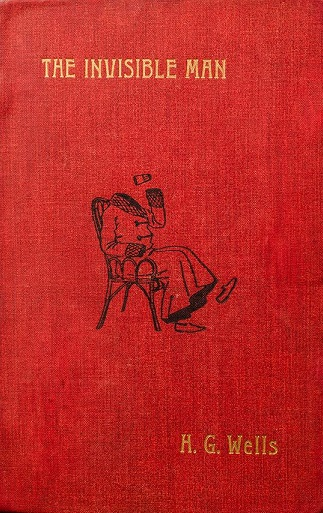
L'Homme invisible.

## Histoire éditoriale

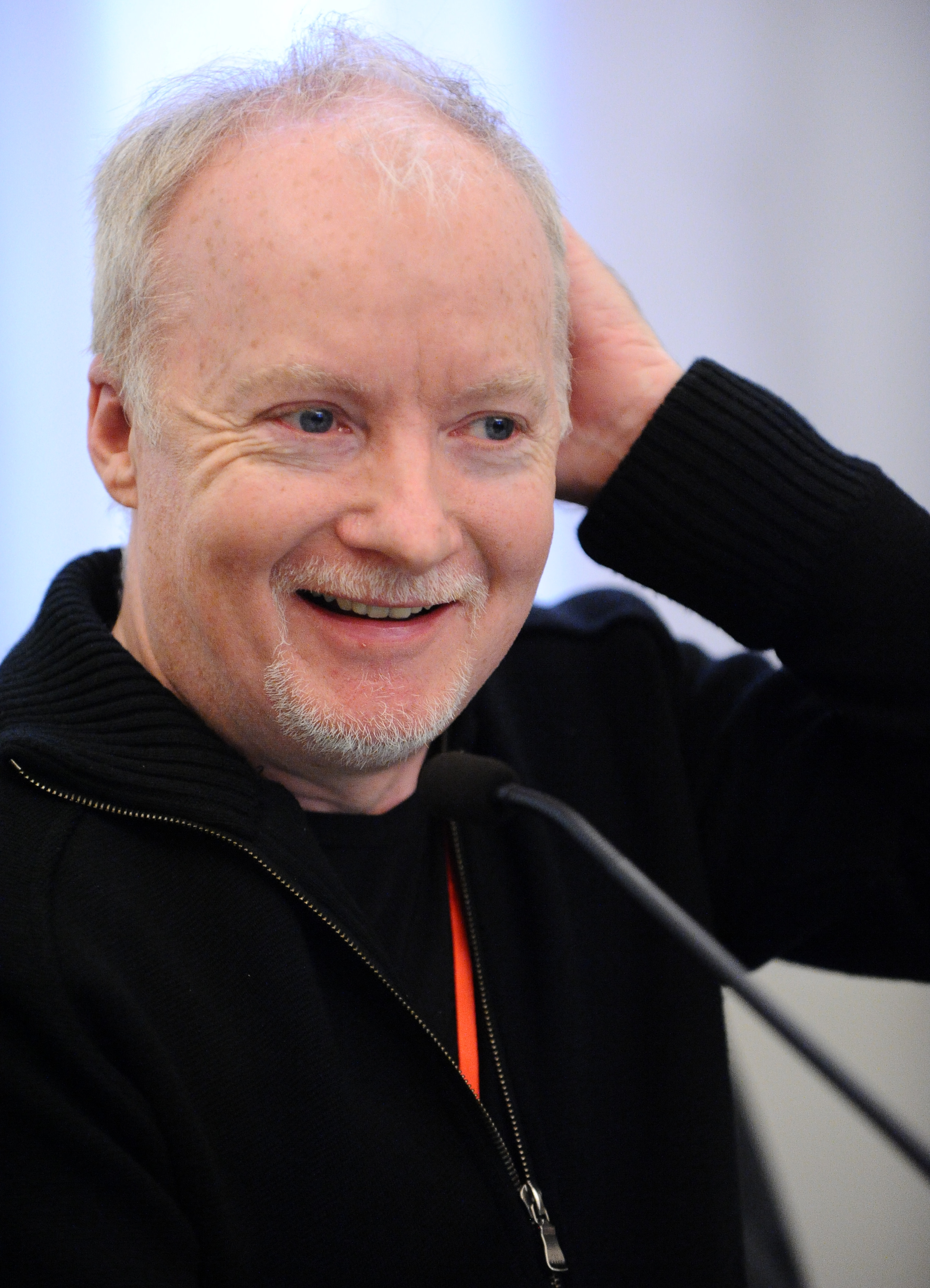
Kevin O'Neill en 2012.

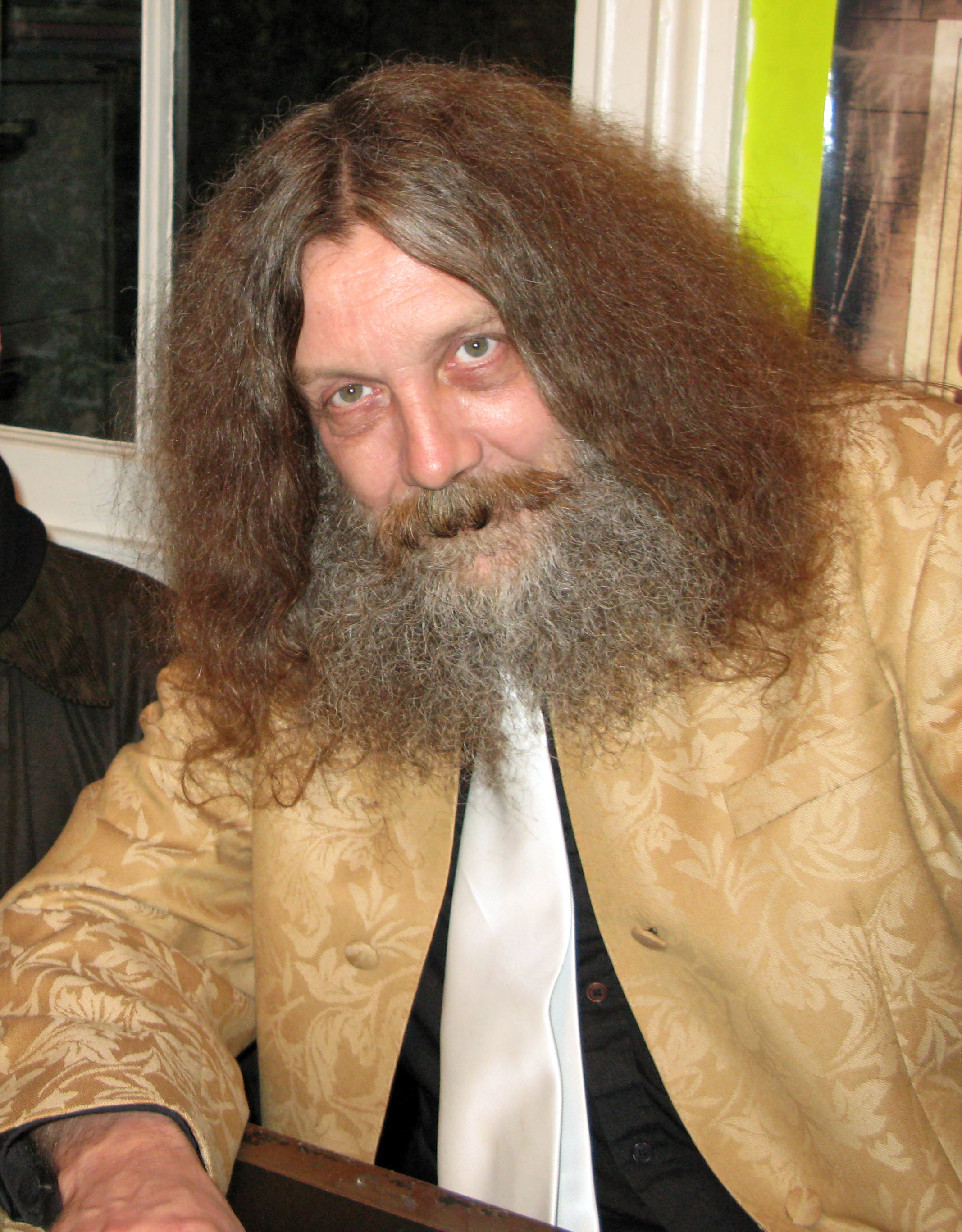
Alan Moore en 2008.

La Ligue des gentlemen extraordinaires est un projet conçu pour la collection America's Best Comics (ABC), un ensemble de séries écrites par Alan Moore pour Wildstorm. Avant la publication des premiers épisodes, DC Comics rachète Wildstorm, au grand dam de Moore qui s'était juré depuis des conflits survenus dans les années 1980 de ne plus travailler pour cet éditeur. Désireux de voir publier les séries prévues, il accepte cependant un compromis selon lequel il ne travaille pas directement pour DC qui, de son côté, s'engage à ne pas interférer avec les décisions artistiques des auteurs. Les deux premiers volumes de La Ligue paraissent donc comme prévu chez Wildstorm/ABC (et donc DC) entre 1999 et 2003. Ils sont d'abord publiés sous la forme de comic books classiques d'une vingtaine de pages (6 numéros par volume), collectés ensuite dans deux trade paperbacks (intégrales).
Les relations entre Moore et DC se tendent à nouveau à l'époque où le troisième volet de la série, le Black Dossier, est en préparation. Moore est mécontent de l'attitude de l'éditeur concernant les adaptations cinématographiques de deux de ses séries dont DC possède les droits, V pour Vendetta (adapté par James McTeigue) et, justement, La Ligue des gentlemen extraordinaires (LXG de Stephen Norrington au cinéma). Dans l'autre camp, DC s'inquiète d'éventuels problèmes de copyright liés à l'ambitieux projet du Black Dossier. Le président de la compagnie oppose son veto à la sortie du CD musical qui devait être inclus avec le Black Dossier, et décide de ne pas commercialiser le livre au Royaume-Uni.
Considérant que cette attitude va à l'encontre du compromis selon lequel DC s'engageait à ne pas restreindre leur liberté artistique, Moore et O'Neill décident de rompre avec DC. Le Black Dossier sort finalement conjointement chez deux petits éditeurs, Top Shelf (États-Unis) et Knockabout (en) (Royaume-Uni) en 2007. Les histoires suivantes de la série, le volume 3 Century puis la trilogie Nemo, paraissent également en co-édition Top Shelf/Knockabout. À partir du Black Dossier, la série ne parait plus sous la forme d'un comic book mais directement en volumes plus longs à la périodicité irrégulière.

## L'univers de la Ligue
Dès le premier album de la série, le nombre de références très précises (et souvent obscures) à des ouvrages de l'époque victorienne impressionne le lecteur ; il est par exemple aisé de remarquer que le ballon à air chaud utilisé par Quatermain est celui utilisé dans Cinq semaines en ballon. Les personnages de fiction cohabitent donc avec les figures historiques et peuvent même rencontrer leurs créateurs, qui deviennent ici des « biographes » ayant exploité leur célébrité, souvent sans leur accord. Cette relation n'est pas si éloignée de la réalité : des « héros de l'Ouest » du XIXe siècle, tels que Calamity Jane ou Buffalo Bill, prenaient grand plaisir à lire leurs « aventures » romancées dans les journaux à sensations.
L'établissement d'un tel univers est rapidement devenu très compliqué lorsque la série s'est développée, particulièrement avec l'intégration d'autres époques que la période victorienne. Dans l'univers de La Ligue, les mythologies antiques sont basées sur des faits réels (la guerre de Troie a eu lieu, en l'occurrence, et les dieux grecs ont existé), mais toute la science-fiction l'est aussi (les Martiens ont envahi la Terre sans succès, vers la fin du XIXe siècle), ainsi que toute une littérature fantastique riche en interprétations (les Grands Anciens ont été impliqués dès les débuts de l'Humanité). Chaque genre littéraire a des principes bien déterminés qui sont parfois difficiles à concilier ; de plus, certaines œuvres appartenant à un même genre reposent sur des systèmes difficilement compatibles (De la Terre à la Lune et Autour de la Lune de Jules Verne ne peuvent pas faire partie de la même continuité que Les Premiers Hommes dans la Lune de H. G. Wells). Alan Moore propose donc des compromis, en partant du principe que les œuvres auxquelles il est fait allusion ne sont que des comptes rendus partiaux et non pas des témoignages authentiques ; La Ligue révèle donc la « véritable histoire » derrière des œuvres biaisées (par exemple, Dracula s'achève sur une fin heureuse pour Mina et Jonathan alors que dans La Ligue, leur couple divorce des années plus tard).
Du point de vue de l'Histoire, cet univers ressemble beaucoup au nôtre : malgré l'intervention des dieux et des savants fous en tous genres, la situation politique de l'Europe au début du XXe siècle est plus ou moins la même. On ne peut parler d'histoire alternative à proprement parler qu'après la Seconde Guerre mondiale ; dans sa volonté d'intégrer le plus possible l'univers orwellien de 1984, Moore a décidé que le Royaume-Uni deviendrait un état totalitaire de 1948 jusqu'à 1956, après quoi les vieilles institutions seraient restaurées. Le niveau d'avancée technologique est aussi à noter ; en hommage aux travaux de Jules Verne, la période victorienne voit l'apparition de machineries impressionnantes quoique limitées dans leurs applications (en cela La Ligue s'inscrit clairement dans la mouvance steampunk). La conquête de l'espace est radicalement différente de la nôtre ; afin d'intégrer de nombreuses œuvres de science-fiction, voyager sur des planètes inconnues est devenu, en 1958, une banalité, et l'Humanité fréquente déjà des formes de vie extraterrestres. Il y a néanmoins une logique à cela : les premiers pas de l'homme sur la Lune ne sont pas le fait de Neil Armstrong, mais plutôt de Lucien de Samosate et de Cyrano de Bergerac.
Enfin, certains personnages historiques sont fusionnés avec des personnages de fiction clairement inspirés par eux. Ainsi, Adolf Hitler n'est connu que comme Adenoïd Hynkel (d'après Le Dictateur de Charlie Chaplin), Élisabeth Ire a pour nom de sacre Gloriana (d'après l'opéra de Benjamin Britten), etc. D'autre part, identifier certains protagonistes peut souvent être difficile car ils ne sont pas désignés par leur nom d’origine ; le copyright de leurs créateurs n'a en effet pas encore expiré. C'est d'ailleurs une des raisons pour lesquelles la période victorienne (libre de droits) fut le point de départ de la série. Le maléfique « Docteur » des premiers volumes est par exemple censé n'être autre que Fu Manchu ; on pense aussi aux étrangement familiers Jimmy et Emma Night du Black Dossier, qui évoquent respectivement James Bond et Emma Peel.

## Adaptations et postérité
La Ligue des gentlemen extraordinaires a été adaptée au cinéma en 2003, avec Sean Connery dans le rôle d'Allan Quatermain. Le film a reçu un accueil critique défavorable dans l'ensemble. Alan Moore quant à lui a déclaré se désintéresser du projet d'adaptation, se contentant de critiquer l'ajout dans le film du personnage de Tom Sawyer à la ligue : « Dans le film adapté de La Ligue des Gentlemen extraordinaires — dont je n'ai rien à faire et que je n'irai pas voir —, les producteurs américains ont cherché à introduire des personnages américains pour contrebalancer tous ces personnages européens. Le seul qu'ils aient pu trouver était Tom Sawyer. Ce qui en dit long, je pense, sur la pauvreté de l'imaginaire américain. »
La série française de bande dessinée La Brigade chimérique (2009-2010), qui regroupe différentes figures de super-héros et de super-vilains « antiques » des littératures fantastique et populaire européennes du début du XXe siècle, peut être perçue comme une contrepartie française à la série d'Alan Moore.

## Publication

### Parutions originales

#### Volume 1
Ce volume introduit la formation de la Ligue telle qu'on la connaît à la fin du XIXe siècle, et a pour antagonistes principaux le docteur Fu Manchu et le professeur James Moriarty. Des révélations sont également faites sur la véritable fin de Sherlock Holmes.
Ce volume 1 comporte six chapitres :
- Empire Dreams ;
- Ghosts & Miracles ;
- Mysteries of the East ;
- Gods of Annihilation ;
- “Some Deep, Organizing Power…” ;
- The Day of Be-With-Us.

#### Volume 2
Sur Mars, Gullivar Jones vole à bord de son tapis volant pour rejoindre John Carter. Avec leurs alliés terriens et extraterrestres (dont les Sorns), ils partent en guerre contre des créatures martiennes, les Molluscs. Mais ceux-ci partent en vaisseau spatial et se préparent à l'invasion de la Terre. Sur cette planète, en 1898, les cinq membres de la Ligue sont appelés cette fois pour enquêter sur eux, alors qu'ils ont atterri en Grande-Bretagne. Mais une fois sortis de leurs vaisseaux, les monstres sèment la mort autour d'eux et la Ligue est obligée de se réfugier dans l'auberge Bleak House, avant de repartir pour Londres. Réunis dans les sous-sol du British Museum, les membres discutent du plan d'attaque avec Campion Bond, alors que la situation pour l'humanité semble désespérée. Cela pousse Hawley Griffin à trahir son groupe et à pactiser avec les envahisseurs, non sans avoir agressé sauvagement Mina Murray.
Le docteur Jekyll, transformé en mister Hyde dès le début de l'invasion, s'allie avec le capitaine Nemo afin de ralentir l'invasion et sauver les innocents dans la capitale anglaise. Les aliens se servent notamment de les robots tripodes géants et de rayons thermiques pour brûler la population, tandis que la Tamise est envahie par des « herbes rouges ». Pendant ce temps, Mina Murray et Allan Quatermain partent rencontrer le Docteur Moreau, qui semble le seul à détenir la solution. Ce savant se livre à des expérimentations sur les animaux afin de les rendre anthropomorphes. Il a ainsi créé : un ours géant, un chat botté, une mère l’Oye, un lapin portant une veste, ainsi qu'une taupe, un rat, un blaireau et un crapaud. Le scientifique livre aux deux héros une caisse contenant son arme secrète qu'ils doivent acheminer jusqu'à Londres : le H-142. Pendant ce temps, Hyde retourne au British Museum et y repère Griffin grâce à sa vision infrarouge ; pour venger Murray, il le viole avant de le tuer. Puis, il décide de se sacrifier en repoussant les robots des envahisseurs, tandis que le H-142 est lâché sur les extraterrestres. Il s'agit d'hybrides d'anthrax et de streptocoque, envoyés par des obus, qui viennent à bout des monstres.
En dépit de la victoire des Terriens sur les extraterrestres, Nemo est choqué que l'Angleterre utilise des armes microbiennes et se décide alors à quitter la Ligue et retourner sur son île Lincoln. Hyde étant mort carbonisé par les robots, son nom est donné à un parc londonien pour saluer son geste héroïque. Murray et Quatermain, seuls membres restant de la Ligue, constatent la reconstruction de Londres et évoquent les sentiments qu'ils éprouvent l'un pour l'autre. Mais celle-ci est déconcertée par la situation et préfère s'isoler pour y réfléchir, partant pour une communauté de dames seules en Écosse, Coradine (en), laissant celui-ci à sa triste solitude.
Le volume 2 comporte six chapitres :
- Phases of Deimos ;
- People of Other Lands ;
- And the Dawn Comes Up Like Thunder ;
- All Creatures Great and Small ;
- Red in Tooth and Claw ;
- “You Should See Me Dance the Polka…”.

En annexe, le volume contient L'Almanach du Globe-Trotteur, compilation de notes de voyages rédigées par différents membres de la Ligue. Il s'agit en fait d'un inventaire de divers lieux fictifs (villes, édifices, pays...) du monde entier, pour la plupart issus de la littérature, classés en six chapitre, selon six aires géographiques.

#### Le Dossier Noir
Ce volume narre les aventures de Mina Harker et Allan Quatermain durant les années 50. Ce duo d’immortels a pour mission de retrouver le mystérieux Dossier Noir, un ouvrage contenant tous les secrets de la Ligue des Gentlemen Extraordinaires, un groupe aujourd'hui dissous.

#### Volume 3:Century
Century suit certains personnages de la Ligue sur pratiquement un siècle. Ce troisième volume est divisé en trois chapitres centré chacun sur une époque différente. Ces chapitres forment une intrigue cohérente mais peuvent également être lus de manière indépendante.
- 1911 - À la suite des évènements liés au second volume, la nouvelle ligue, fraichement composée, se voit confrontée à une apocalypse certaine. Alertée par les visions de Thomas Carnacki, Mina Murray mène son équipe à un nouvel objectif : empêcher l'avènement de l'Enfant-Lune, un être magique d'une puissance phénoménale qui pourrait bien devenir une sorte d'Antéchrist. À ses côtés sont réunis Arthur J. Raffles, Orlando, Allan Quatermain et le détective du surnaturel, Carnacki. Cependant, le Capitaine Nemo assure son héritage en léguant tout à sa fille, Janni, qui n'en a que faire.
- 1969 - Un demi-siècle s'est écoulé depuis la disparition d'Oliver Haddo, mais ses plans de fin du monde, eux, perdurent encore dans certains esprits. Alors qu'ils rentraient de leur exil, Alan, Mina et Orlando se voient reprendre du service face à Cosmo Gallion, un très puissant magicien laissé pour mort par un autre espion de l'agence quelques années plus tôt. Tandis que dans les bas fonds, Vince Dakin engage Jack Carter afin d'éclaircir une sombre affaire de meurtre concernant Turner, une rock star en pleine ascension.
- 2009 - L'histoire commence au Q'mar, où Orlando discute de ses guerres passées avec le Caporal Cuckoo. À présent seul, il se verra confié par Prospero de réunir ses deux collègues, Allan et Mina, afin de retrouver l'antéchrist qu'Haddo a pu concevoir dans le corps de Tom Jedusor, pour cela, il devra se renseigner auprès des services secrets britanniques, dirigés par « Em » soit Emma Peel, une espionne précédemment rencontrée dans le Black Dossier. Le retour d'Orlando à Londres fera découvrir une ville où la publicité domine les murs, notamment une affiche d'Aquaman 3D avec Vince Chase, ou encore un poster du groupe Driveshaft (le groupe de Charlie Pace). Les médias, eux, ne parlent que de guerres et de menaces terroristes de Jack Nemo, arrière-petit-fils du Capitaine Nemo de l'équipe victorienne. La nouvelle M présentera aussi les différents successeurs de Jimmy, qu'elle nomme J2, J3, J4, etc. (Ceci expliquerait pourquoi dans les adaptations cinématographiques, James Bond est incarné par différents acteurs).

#### Trilogie deNemo

##### Nemo: Coeur de Glace (Nemo: Heart of Ice)
En 1925, Charles Kane décide de récupérer les biens de la reine Ayesha volés par la princesse-pirate Janni Dakkar, fille et héritière du Capitaine Nemo. Pour cela, il enverra une équipe de scientifiques afin de la rattraper, composée de Frank Reade Jr (en), de Jack Wright Jr (en) et de Tom Swift. La traque les conduira jusqu'en Antarctique où la pirate cherche à explorer une piste que voulait suivre son père (elle rencontre au passage les habitants de Mégapatagonie). Les personnages marcheront sur les pas de Gordon Pym vers Tsalal, puis vers les Montagnes hallucinées, ainsi qu'un sphinx des glaces et croiseront le chemin de certaines créatures « lovecraftiennes ». Parmi les compagnons de Janni se trouve son futur mari Broad Arrow Jack (en), Ismaël, ainsi que Augustus SFX Van Dusen, surnommé la Machine à Penser.
À la fin de l'album, un article de 1938 rédigé par Hildy Johnson évoque les exploits passé de la princesse, qui explora l'épave du Titanic en 1912, puis en 1933 le vol à New York du crâne du défunt King Kong, pour le rapporter à l'Île du Crâne (Skull Island). Il relate surtout le mariage stratégique entre sa fille Hira et Armand Robur, le fils de Jean Robur, dit le Conquérant.

##### Nemo: Les Roses de Berlin (Nemo: The Roses of Berlin)
En 1941, la pirate Janni Dakkar se voit reprendre du service lorsque sa fille Hira et son gendre Armand Robur sont pris en otages à Berlin-Metropolis encore sous le contrôle du dictateur Hynkel (sosie de l'acteur Addie Hitler). Avec son mari Broad Arrow Jack et son équipe, ils y affronteront ce qu'il reste des « Twilight Heroes », la réponse allemande à la Ligue de Mina : le Docteur Mabuse, le Docteur Caligari et la très froide machine-humaine Maria (en) (fabriqué par Rotwang l'inventeur). Hynkel, de son côté, veut accroître sa puissance, secondé par Erwin Rommel et Heinrich Strasser. Ayant déjà envahi la Pologne d'Ubu III, il souhaite désormais associer son pays la Tomanie avec la Meccanie (en) (pour une union pan-germanique) et la Bactérie de Benzino Napoleoni, ainsi qu'étendre son influence à l'Afrique. Pour ce faire, il aide une ancienne ennemie des pirates à accomplir sa vengeance : la reine immortelle Ayesha. C'est ainsi que Janni Dakkar va devoir partir à l'assaut de la forteresse Moloch pour sauver les siens.
Cet album aussi s'achève par un article d'Hildy Johnson, qui est invitée sur l'île Lincoln, cette fois pour les soixante-dix ans de Janni Dakkar. Après avoir retrouvé sa fille et perdu son mari, a contribué à affaiblir les forces de l'Axe, puis a attaqué Mike Thingmaker et son allié Big Brother, ainsi qu'affronté un énorme saurien bipède au Japon. Depuis, elle a été classée troisième dans la liste des plus grands ennemis de l'humanité du XXe s, derrière le TRUSH et le SPECTRE. Elle est également devenue amie avec Ursula Mabuse et Manfred Mors (respectivement la fille du Docteur Mabuse et le petit-fils du capitaine Mors (de)), ainsi que devenue grand-mère d'une petite-fille.

##### Nemo: Fleuve de Fantômes (Nemo: River of Ghosts)
En 1975, Janni Dakkar, maîtresse de l'île mystérieuse, a désormais quatre-vingt ans et les fantômes de ses camarades morts (dont son mari Broad Arrow Jack (en)) ne la quittent jamais. Quand Hildy Johnson lui rapporte que la Reine Ayesha (en), serait toujours en vie quelque part dans l'Atlantique Sud, elle émet un fort doute sur la véracité de l'histoire mais décide d'aller vérifier les faits malgré tout. Partant alors avec son petit fils Jack et son garde du corps Hugo Coghlan (en), elle embarque une dernière fois sur le Nautilus pour découvrir des terres étranges, du plateau de Maple White aux ruines de Yu-Atlanchi. Les auteurs avaient annoncé pour 2015 une suite à Heart of Ice et The Roses of Berlin, avant de démarrer le volume 4.

#### Volume 4:La Tempête(The Storm)
Ce dernier tome de La ligue des Gentlemen Extraordinaires est le dernier comic book d'Alan Moore, en forme de déclaration d'amour au médium. Ce dernier tome de La ligue des Gentlemen Extraordinaires relient tous les fils narratifs tissés dans les précédents volumes de la série. Avec La Tempête, Alan Moore et Kevin O'Neill convoquent toutes les figures de la pop culture pour le bouquet final d'un feu d'artifice qui crépite en Angleterre, dans la cité perdue de Kor mais aussi dans la Terre dévastée de l'année 2996.

### Parutions françaises
- La Ligue des Gentlemen Extraordinaires, Éditions USA :

1. Volume 1, 2001 : Rêves d'empires, Fantômes et miracles, Mystères d'Orient ;
2. Volume 2, 2001 : Dieux exterminateurs, Quelque puissance obscure, Le jour de gloire ;
3. Volume 3, 2003 : Les phases de Deimos, Gens d'ailleurs, Quand rugit le tonnerre de l'aube ;
4. Volume 4, 2003 : Toutes créatures grandes et petites, Rouges griffes et crocs, "Il faut me voir danser la polka" ;
5. Les Archives secrètes, 2004.

- La Ligue des Gentlemen Extraordinaires : Century, Delcourt, coll « Contrebande » :

1. 1910, 2010 ;
2. 1969, 2011 ;
3. 2009, 2012.

- La Ligue des Gentlemen Extraordinaires : Le Dossier Noir, Panini Comics, 2013
- La Ligue des Gentlemen Extraordinaires : Nemo, Panini Comics :

1. Cœur de glace, 2013 ;
2. Les roses de Berlin, 2015 ;
3. Fleuve de fantômes, 2015.

- La Ligue des Gentlemen Extraordinaires : La Tempête, Panini Comics, 2020
- La Ligue des Gentlemen Extraordinaires : L'intégrale, Panini Comics, contient League of Extraordinary Gentlemen 1-6, League of Extraordinary Gentleman Vol. 2 1-6 et League of Extraordinary Gentlemen: Black Dossier, 2023

## Récompenses
- 2001 : Prix Bram-Stoker du meilleur récit illustré[7]
- 2003 : 
  - Prix Eisner de la meilleure mini-série pour le vol. 2 ;
  - Prix Eisner du meilleur dessinateur pour Kevin O'Neill ;
  - Prix Harvey de la meilleure série ;
  -  Prix Micheluzzi de la meilleure bande dessinée.
- 2004 : Prix Harvey de la meilleure série

Alan Moore a été distingué par le prix Eisner du meilleur scénariste (Best writer) en 2000, 2001 et 2004 pour son travail sur cette série et d'autres.